# Vibraye
Vibraye é uma comuna francesa na região administrativa do País do Loire, no departamento de Sarthe. Estende-se por uma área de 43.62 km². Em 2010 a comuna tinha 2 586 habitantes (densidade: 59,3 hab./km²).